# 昭和芸能史
「昭和芸能史」（しょうわげいのうし）は、林家木久扇による新作落語の演目。

## 構成
別名『私の昭和芸能史』。木久扇の個人的趣味が全体に行き渡る一席。
同じく木久蔵の手による新作落語『彦六伝』と交わる部分が多く、高座で昭和芸能史をかけてもネタの進行によっては彦六の物真似も披露するため、彦六伝と昭和芸能史を半分ずつ演じる二作折衷の形態を取ることもある。CD「キクラクゴ」収録の「昭和芸能史」では高座中にゴキブリが出て来るハプニングがあった。木久蔵(収録及びCD発売の2004年はまだ木久扇襲名前)がゴキブリに対して「あっち行け！！この野郎」と言って追い払おうとしており、「面白いからゴキブリまで出ちゃって」と言っている。サゲで「ゴキブリが特別出演で御座いました」と言っている。

## 参考
- キクラクゴ（オーマガトキ・新星堂）